# Kvalifikace na Mistrovství Evropy ve fotbale 2000 – skupina 7
Zápasy této kvalifikační skupiny na Mistrovství Evropy ve fotbale 2000 se konaly v letech 1998 a 1999. Ze šesti účastníků si postup na závěrečný turnaj zajistil vítěz skupiny. Druhý tým skupiny hrál buď baráž, nebo postoupil také přímo (pokud byl nejlepší v žebříčku týmů na druhých místech).

## Tabulka
| Tým             | B  | Z  | V | R | P | VG | IG | +/- |
| --------------- | -- | -- | - | - | - | -- | -- | --- |
| Rumunsko        | 24 | 10 | 7 | 3 | 0 | 25 | 3  | +22 |
| Portugalsko     | 23 | 10 | 7 | 2 | 1 | 32 | 4  | +28 |
| Slovensko       | 17 | 10 | 5 | 2 | 3 | 12 | 9  | +3  |
| Maďarsko        | 12 | 10 | 3 | 3 | 4 | 14 | 10 | +4  |
| Ázerbájdžán     | 4  | 10 | 1 | 1 | 8 | 6  | 26 | -20 |
| Lichtenštejnsko | 4  | 10 | 1 | 1 | 8 | 2  | 39 | -37 |

## Zápasy
| 2. září 1998                                                              |       |                 |                                                                       |
| Rumunsko                                                                  | 7 – 0 | Lichtenštejnsko | Stadionul Steaua, Bukurešť diváci: 6 000 rozhodčí: Salem Prolic (BIH) |
| Popescu 18' C.Munteanu 30' Ilie 32', 45', 53' Moldovan 56' Haas 60' (vl.) |       |                 | Stadionul Steaua, Bukurešť diváci: 6 000 rozhodčí: Salem Prolic (BIH) |

| 5. září 1998                               |       |             |                                                                      |
| Slovensko                                  | 3 – 0 | Ázerbájdžán | Lokomotíva Stadium, Košice diváci: 3 243 rozhodčí: Alan Snoddy (NIR) |
| Fabuš 17' Dubovský 26' (pen.) Moravčík 37' |       |             | Lokomotíva Stadium, Košice diváci: 3 243 rozhodčí: Alan Snoddy (NIR) |

| 6. září 1998 |       |                                 |                                                               |
| Maďarsko     | 1 – 3 | Portugalsko                     | Nepstadion, Budapešť diváci: 50 000 rozhodčí: Urs Meier (SUI) |
| Horváth 32'  |       | Sá Pinto 56', 76' Rui Costa 84' | Nepstadion, Budapešť diváci: 50 000 rozhodčí: Urs Meier (SUI) |

| 10. října 1998 |       |                                                  |                                                                           |
| Ázerbájdžán    | 0 – 4 | Maďarsko                                         | Tofik Bakhramov Stadium, Baku diváci: 10 000 rozhodčí: Stéphane Bré (FRA) |
|                |       | Dárdai 59' Illés 85' (pen.) Pisont 88' Fehér 90' | Tofik Bakhramov Stadium, Baku diváci: 10 000 rozhodčí: Stéphane Bré (FRA) |

| 10. října 1998  |       |                                          |                                                                         |
| Lichtenštejnsko | 0 – 4 | Slovensko                                | Rheinpark Stadion, Vaduz diváci: 2 500 rozhodčí: Vladimir Antonov (MDA) |
|                 |       | Sovič 3' Dubovský 13' Tomaschek 36', 61' | Rheinpark Stadion, Vaduz diváci: 2 500 rozhodčí: Vladimir Antonov (MDA) |

| 10. října 1998 |       |              |                                                                      |
| Portugalsko    | 0 – 1 | Rumunsko     | Estádio das Antas, Porto diváci: 50 000 rozhodčí: Hellmut Krug (GER) |
|                |       | Munteanu 90' | Estádio das Antas, Porto diváci: 50 000 rozhodčí: Hellmut Krug (GER) |

| 14. října 1998 |       |              |                                                                        |
| Maďarsko       | 1 – 1 | Rumunsko     | Nepstadion, Budapešť diváci: 40 000 rozhodčí: Kim Milton Nielsen (DEN) |
| Hrutka 82'     |       | Moldovan 50' | Nepstadion, Budapešť diváci: 40 000 rozhodčí: Kim Milton Nielsen (DEN) |

| 14. října 1998       |       |                |                                                                     |
| Lichtenštejnsko      | 2 – 1 | Ázerbájdžán    | Rheinpark Stadion, Vaduz diváci: 1 900 rozhodčí: Herbert Barr (NIR) |
| Frick 48' Telser 49' |       | Q.Qurbanov 59' | Rheinpark Stadion, Vaduz diváci: 1 900 rozhodčí: Herbert Barr (NIR) |

| 14. října 1998 |       |                                     |                                                                     |
| Slovensko      | 0 – 3 | Portugalsko                         | Tehelné pole, Bratislava diváci: 22 059 rozhodčí: Oğuz Sarvan (TUR) |
|                |       | João Pinto 17', 30' Abel Xavier 70' | Tehelné pole, Bratislava diváci: 22 059 rozhodčí: Oğuz Sarvan (TUR) |

| 26. března 1999                                                                   |       |             |                                                                                    |
| Portugalsko                                                                       | 7 – 0 | Ázerbájdžán | Estádio D. Afonso Henriques, Guimarães diváci: 14 650 rozhodčí: Jacek Granat (POL) |
| Sá Pinto 28' João Pinto 36', 77' Paulo Madeira 67' Conceição 75' Pauleta 82', 83' |       |             | Estádio D. Afonso Henriques, Guimarães diváci: 14 650 rozhodčí: Jacek Granat (POL) |

| 27. března 1999                                    |       |                 |                                                                            |
| Maďarsko                                           | 5 – 0 | Lichtenštejnsko | Üllői úti Stadion, Budapešť diváci: 9 534 rozhodčí: Costas Kapitanis (CYP) |
| J.Sebők 17' V.Sebők 33', 42', 86' (pen.) Illés 74' |       |                 | Üllői úti Stadion, Budapešť diváci: 9 534 rozhodčí: Costas Kapitanis (CYP) |

| 27. března 1999 |       |           |                                                                           |
| Rumunsko        | 0 – 0 | Slovensko | Stadionul Naţional, Bukurešť diváci: 15 000 rozhodčí: Graham Barber (ENG) |
|                 |       |           | Stadionul Naţional, Bukurešť diváci: 15 000 rozhodčí: Graham Barber (ENG) |

| 31. března 1999 |       |           |                                                                            |
| Ázerbájdžán     | 0 – 1 | Rumunsko  | Tofik Bakhramov Stadium, Baku diváci: 30 000 rozhodčí: Roelof Luinge (NED) |
|                 |       | Petre 49' | Tofik Bakhramov Stadium, Baku diváci: 30 000 rozhodčí: Roelof Luinge (NED) |

| 31. března 1999 |       |                                                           |                                                                           |
| Lichtenštejnsko | 0 – 5 | Portugalsko                                               | Rheinpark Stadion, Vaduz diváci: 3 548 rozhodčí: Gylfi Thór Orrason (ISL) |
|                 |       | Rui Costa 16' (pen.), 79' Figo 49' Paulo Madeira 54', 60' | Rheinpark Stadion, Vaduz diváci: 3 548 rozhodčí: Gylfi Thór Orrason (ISL) |

| 31. března 1999 |       |          |                                                                        |
| Slovensko       | 0 – 0 | Maďarsko | Tehelné pole, Bratislava diváci: 19 452 rozhodčí: Claude Colombo (FRA) |
|                 |       |          | Tehelné pole, Bratislava diváci: 19 452 rozhodčí: Claude Colombo (FRA) |

| 5. června 1999       |       |          |                                                                         |
| Rumunsko             | 2 – 0 | Maďarsko | Stadionul Steaua, Bukurešť diváci: 25 000 rozhodčí: Rune Pedersen (NOR) |
| Ilie 2' Munteanu 15' |       |          | Stadionul Steaua, Bukurešť diváci: 25 000 rozhodčí: Rune Pedersen (NOR) |

| 5. června 1999                                    |       |                 |                                                                             |
| Ázerbájdžán                                       | 4 – 0 | Lichtenštejnsko | Tofik Bakhramov Stadium, Baku diváci: 8 500 rozhodčí: Knud Stadsgaard (DEN) |
| Q.Qurbanov 16' Liçkin 42' Tagizade 60' İsayev 73' |       |                 | Tofik Bakhramov Stadium, Baku diváci: 8 500 rozhodčí: Knud Stadsgaard (DEN) |

| 5. června 1999 |       |           |                                                                               |
| Portugalsko    | 1 – 0 | Slovensko | Estádio José Alvalade, Lisabon diváci: 20 300 rozhodčí: Claus Bo Larsen (DEN) |
| Capucho 64'    |       |           | Estádio José Alvalade, Lisabon diváci: 20 300 rozhodčí: Claus Bo Larsen (DEN) |

| 9. června 1999 |       |           |                                                                |
| Maďarsko       | 0 – 1 | Slovensko | ETO Park, Győr diváci: 16 500 rozhodčí: Manuel Díaz Vega (ESP) |
|                |       | Fabuš 53' | ETO Park, Győr diváci: 16 500 rozhodčí: Manuel Díaz Vega (ESP) |

| 9. června 1999                                                            |       |                 |                                                                                     |
| Portugalsko                                                               | 8 – 0 | Lichtenštejnsko | Estádio Municipal de Coimbra, Coimbra diváci: 14 020 rozhodčí: Dietmar Drabek (AUT) |
| Sá Pinto 29', 45', 52' João Pinto 40', 59', 67' Rui Costa 80', 90' (pen.) |       |                 | Estádio Municipal de Coimbra, Coimbra diváci: 14 020 rozhodčí: Dietmar Drabek (AUT) |

| 9. června 1999                              |       |             |                                                                       |
| Rumunsko                                    | 4 – 0 | Ázerbájdžán | Stadionul Steaua, Bukurešť diváci: 5 200 rozhodčí: Željko Širić (CRO) |
| Ganea 36' Munteanu 44' Vlădoiu 50' Roşu 90' |       |             | Stadionul Steaua, Bukurešť diváci: 5 200 rozhodčí: Željko Širić (CRO) |

| 4. září 1999 |       |             |                                                                              |
| Ázerbájdžán  | 1 – 1 | Portugalsko | Tofik Bakhramov Stadium, Baku diváci: 8 000 rozhodčí: Dermot Gallagher (ENG) |
| Tagizade 51' |       | Figo 90'    | Tofik Bakhramov Stadium, Baku diváci: 8 000 rozhodčí: Dermot Gallagher (ENG) |

| 4. září 1999    |       |          |                                                                    |
| Lichtenštejnsko | 0 – 0 | Maďarsko | Rheinpark Stadion, Vaduz diváci: 1 700 rozhodčí: Sten Kaldma (EST) |
|                 |       |          | Rheinpark Stadion, Vaduz diváci: 1 700 rozhodčí: Sten Kaldma (EST) |

| 4. září 1999      |       |                                                   |                                                                        |
| Slovensko         | 1 – 5 | Rumunsko                                          | Tehelné pole, Bratislava diváci: 8 143 rozhodčí: Graziano Cesari (ITA) |
| Labant 22' (pen.) |       | Ilie 6' Hagi 30' Ciobotariu 66' Moldovan 88', 90' | Tehelné pole, Bratislava diváci: 8 143 rozhodčí: Graziano Cesari (ITA) |

| 8. září 1999 |       |             |                                                                           |
| Rumunsko     | 1 – 1 | Portugalsko | Stadionul Steaua, Bukurešť diváci: 28 000 rozhodčí: Hartmut Strampe (GER) |
| Hagi 37'     |       | Figo 45'    | Stadionul Steaua, Bukurešť diváci: 28 000 rozhodčí: Hartmut Strampe (GER) |

| 8. září 1999           |       |                 |                                                                                 |
| Slovensko              | 2 – 0 | Lichtenštejnsko | Štadión Zimný, Dubnica nad Váhom diváci: 3 052 rozhodčí: Andreas Georgiou (CYP) |
| S.Németh 4' Karhan 55' |       |                 | Štadión Zimný, Dubnica nad Váhom diváci: 3 052 rozhodčí: Andreas Georgiou (CYP) |

| 8. září 1999                      |       |             |                                                                           |
| Maďarsko                          | 3 – 0 | Ázerbájdžán | Üllői úti Stadion, Budapešť diváci: 2 910 rozhodčí: Saso Lazarevski (MKD) |
| Sebők 28' Egressy 51' Sowunmi 55' |       |             | Üllői úti Stadion, Budapešť diváci: 2 910 rozhodčí: Saso Lazarevski (MKD) |

| 9. října 1999 |       |            |                                                                            |
| Ázerbájdžán   | 0 – 1 | Slovensko  | Tofik Bakhramov Stadium, Baku diváci: 6 000 rozhodčí: Kyros Vassaras (GRE) |
|               |       | Labant 70' | Tofik Bakhramov Stadium, Baku diváci: 6 000 rozhodčí: Kyros Vassaras (GRE) |

| 9. října 1999   |       |                         |                                                                       |
| Lichtenštejnsko | 0 – 3 | Rumunsko                | Rheinpark Stadion, Vaduz diváci: 2 900 rozhodčí: Andrei Butenko (RUS) |
|                 |       | Roşu 26' Ganea 65', 73' | Rheinpark Stadion, Vaduz diváci: 2 900 rozhodčí: Andrei Butenko (RUS) |

| 9. října 1999                                       |       |          |                                                                           |
| Portugalsko                                         | 3 – 0 | Maďarsko | Estádio da Luz, Lisabon diváci: 65 000 rozhodčí: Kim Milton Nielsen (DEN) |
| Rui Costa 15' (pen.) João Pinto 16' Abel Xavier 58' |       |          | Estádio da Luz, Lisabon diváci: 65 000 rozhodčí: Kim Milton Nielsen (DEN) |